# Bitwa pod Wołoczyskami

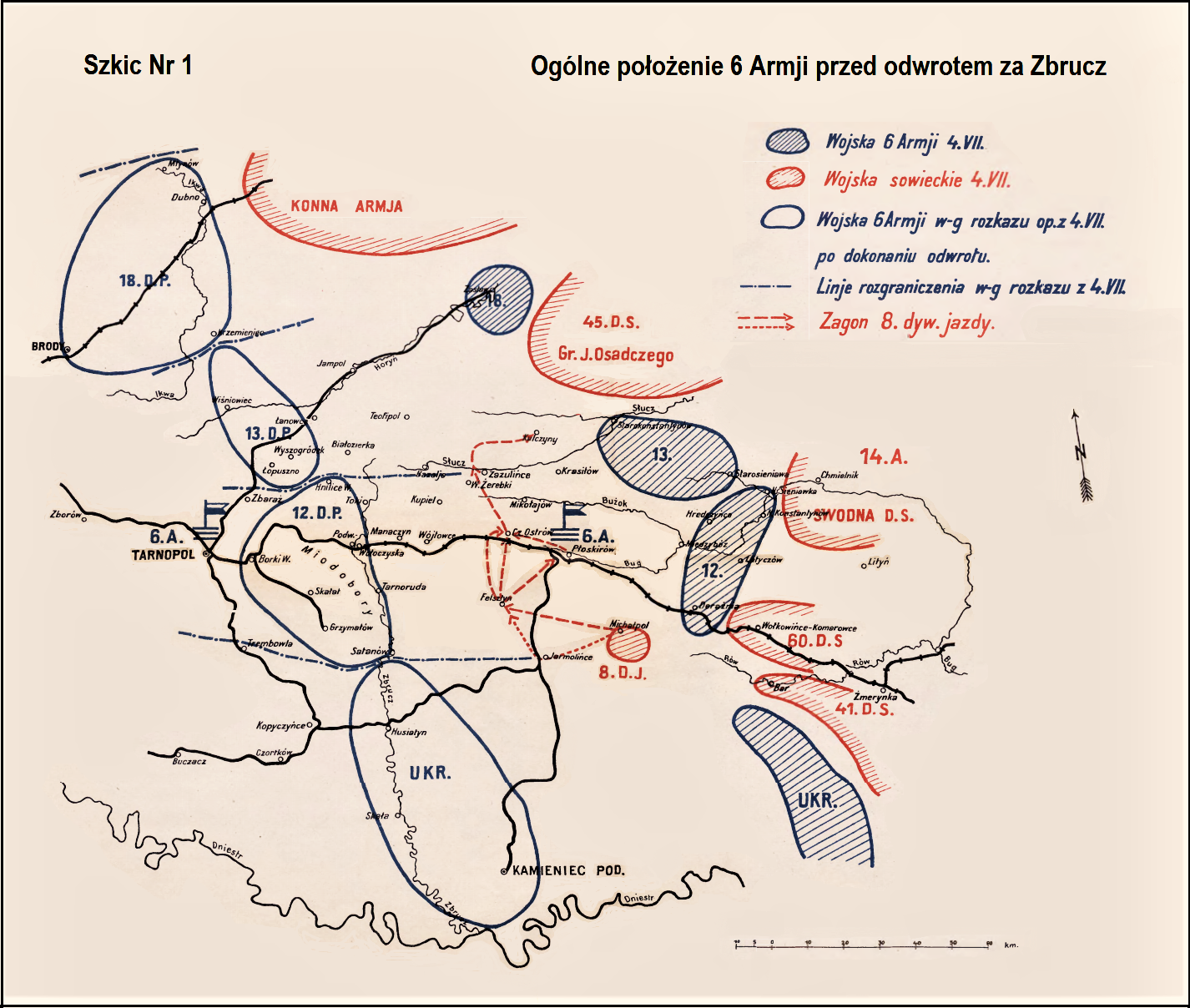
M. Kukiel, Bitwa pod Wołoczyskami
Ogólne położenie 6 Armii przed odwrotem za Zbrucz

Bitwa pod Wołoczyskami – walki polskiej 12 Dywizji Piechoty gen. Mariana Januszajtisa-Żegoty z sowieckimi dywizjami 14 Armii Michaiła Mołkoczanowa w okresie ofensywy Frontu Południowo-Zachodniego w czasie wojny polsko-bolszewickiej.

## Sytuacja ogólna
26 maja na Ukrainie wojska sowieckiego Frontu Południowo-Zachodniego przeszły do ofensywy, a już 5 czerwca trzy dywizje sowieckiej 1 Armii Konnej Siemiona Budionnego przełamały trwale polski front pod Samhorodkiem na odcinku obrony grupy gen. Jana Sawickiego. W ostatnich dniach czerwca poszczególne związki operacyjne Frontu Ukraińskiego, dowodzonego już przez gen. Edwarda Rydza-Śmigłego, ugrupowane były w następujący sposób: Armia Ukraińska gen. Omelianowicza-Pawlenki skupiona była nad Dniestrem, w kierunku granicy z Rumunią, 6 Armia gen. Wacława Iwaszkiewicza-Rudoszańskiego zajmowała odcinek frontu Dniestr–Chmielnik–Lubar, nowo sformowana 2 Armia gen. Kazimierza Raszewskiego znajdowała się na linii rzek Słucz i Horyń, a 3 Armia gen. Edwarda Rydza-Śmigłego rozlokowana była nad Uborcią.
27 czerwca 1 Armia Konna przełamała polską obronę na Słuczy na południe od Zwiahla, na odcinku bronionym przez I Brygadę Piechoty (rez.). Kawaleria Budionnego wdarła się w lukę między lewym skrzydłem 6 Armii, a grupą gen. Leona Berbeckiego z 2 Armii. 29 czerwca dowództwo polskiego Frontu Ukraińskiego przygotowało plan uderzenia na sowiecką 1 Armię Konną. Polski plan pobicia 1 Armii Konnej pod Korcem nie powiódł się i 2 lipca strona polska zaniechała działań ofensywnych w tym rejonie. 3 lipca 1 Armia Konna sforsowała Horyń i rozpoczęła się kilkudniowa bitwa pod Równem, zakończona porażką 2 Armii gen. Kazimierza Raszewskiego. Nie zdołano rozbić 1 Armii Konnej ani zadać takich strat, które wyraźnie obniżyłyby jej wartość bojową.
Wobec niepomyślnego przebiegu walk 2 Armii, dowódca Frontu Ukraińskiego gen. Edward Rydz-Śmigły wydał 5 lipca rozkaz, w którym nakazywał 6 Armii (12, 13, 18 DP) i podlegającym jej sprzymierzonym oddziałom ukraińskim wycofanie się na linię Zbrucza.

## Skład bojowy walczących stron
Wojsko Polskie
- 6 Armia
  - 12 Dywizja Piechoty

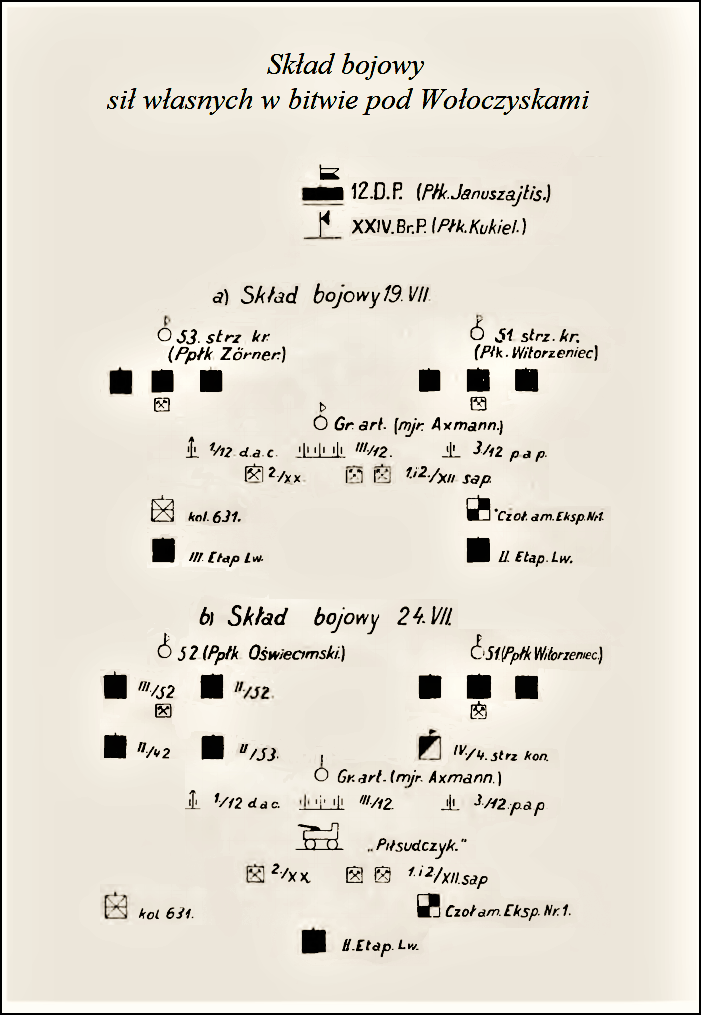
M. Kukiel, Bitwa pod Wołoczyskami. Skład bojowy jednostek polskich.

    - XXIV Brygada Piechoty płk. Mariana Kukiela
      - 51 pułk piechoty Strzelców Kresowych ppłk. Romana Witorzeńca
      - 53 pułk piechoty Strzelców Kresowych ppłk. Aleksandra Zörnera
      - grupa artylerii mjr. Ottona Axmanna: 3, 7, 8, 9/12 pułku artylerii polowej
      - kompanie saperów: 2/Xll, 2/XIX i 2/XX batalionu saperów
      - III Lwowski batalion etapowy
      - ekspozytura czołówki amunicyjnej nr 1
      - kolumna taborowa nr 631.

Początkowy skład bojowy w kolejnych dniach wzmacniały inne oddziały:
12 lipca
- grupa kpt. Wilhelma Todta w składzie II Lwowski batalion etapowy, część kompanii sztabowej 12 DP, szwadron marszowy 1 pułku Ułanów Krechowieckich i dywizyjny oddział żandarmerii polowej
- 1 bateria 12 pułku artylerii ciężkiej
- 1 kompania XII batalionu saperów
- 2 kompania XIX batalionu saperów
- pociąg pancerny „Piłsudczyk"

20 lipca
- I/50 pułku piechoty Strzelców Kresowych (współdziałał)
- kombinowany batalion etapowy (z lubelskiego i kieleckiego be)

22 lipca
- II batalion 42 pułku piechoty
- batalion 52 pułku piechoty Strzelców Kresowych

23 lipca
- dwa bataliony 52 pułku piechoty Strzelców Kresowych
- dywizjon 4 pułku strzelców konnych

 Armia Czerwona
- 14 Armia
  - 60 Dywizja Strzelców
    - 178 Brygada Strzelców
    - 179 Brygada Strzelców
    - 180 Brygada Strzelców
    - pułk kawalerii Bajłowa
    - kolumna pociągów pancernych
    - eskadra lotnicza

  - „Swodna” Dywizja Strzelców
    - 21 Brygada Strzelców
    - 63 Brygada Strzelców
    - pułk kawalerii Popowa
    - 2–3 baterie artylerii polowej.

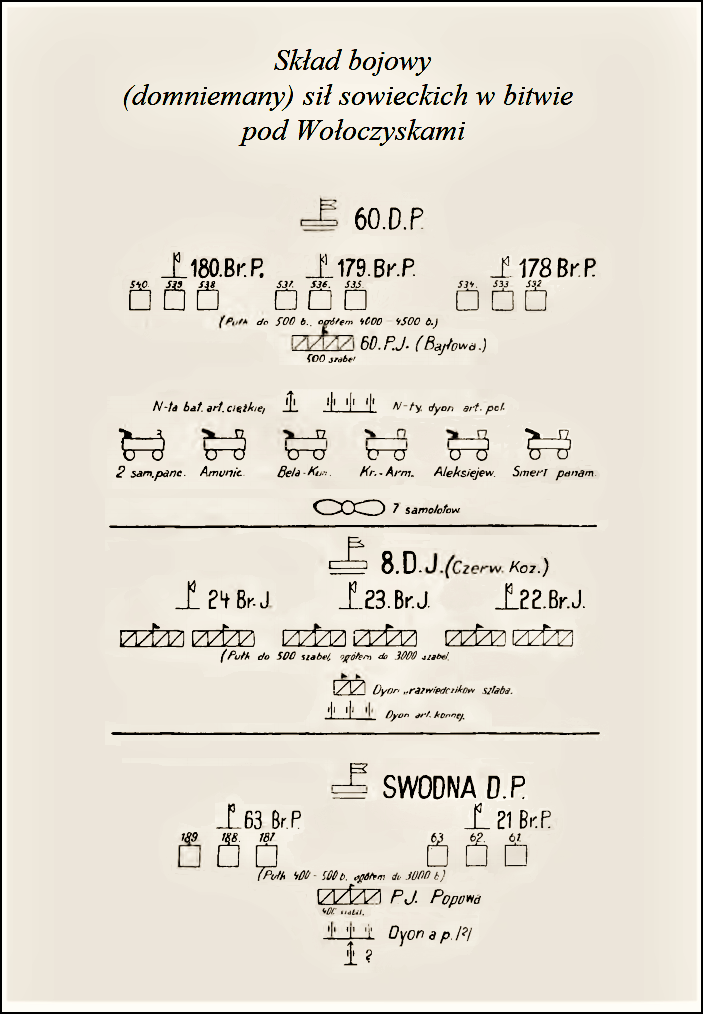
M. Kukiel, Bitwa pod Wołoczyskami. Skład bojowy jednostek sowieckich.

  - 8 Dywizja Kawalerii Czerwonego Kozactwa
    - 22 Brygada Jazdy
    - 23 Brygada Jazdy
    - 24 Brygada Jazdy
    - dywizjon rozpoznawczy

  - 9 Dywizja Kawalerii (grupa kawalerii Aleksandra Osadczego)

## Ugrupowanie bojowe

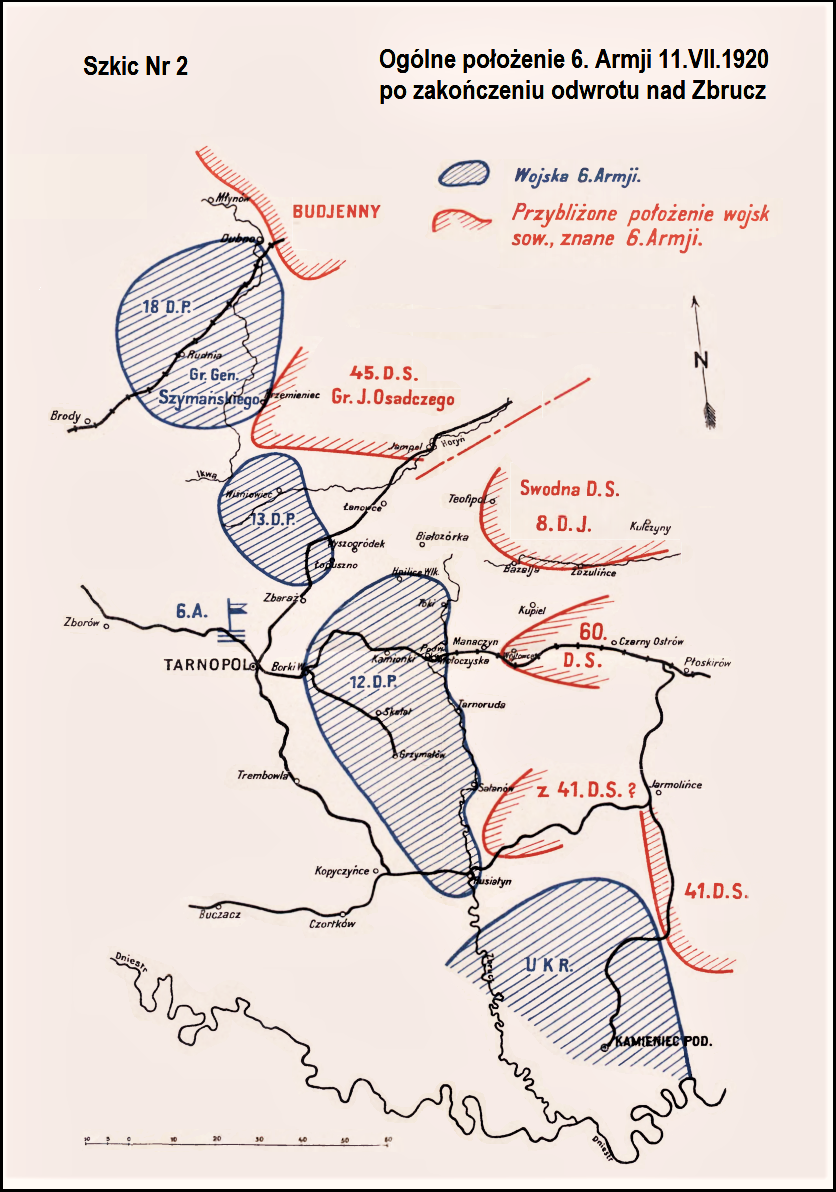
M. Kukiel, Bitwa pod Wołoczyskami Ogólne położenie 6 Armii po zakończeniu odwrotu nad Zbrucz 11 VII 1920

Realizując rozkaz dowódcy 6 Armii, 12 Dywizja Piechoty gen. Mariana Januszajtisa-Żegoty rozpoczęła odwrót. Maszerowała na zachód, w nieprzyjaznym dla siebie terenie. Negatywnie nastawiona do polskiego wojska i zrewolucjonizowana miejscowa ludność ostrzeliwała cofające się oddziały, a na tyłach dywizji prowadziła działania rajdowe 8 Dywizja Kawalerii Czerwonych Kozaków.
Po czterech dobach marszu oddziały 12 Dywizji Piechoty osiągnęły Zbrucz. Do obrony przyczółka mostowego pod Wołoczyskami wyznaczona została XXIV Brygada Piechoty płk. Mariana Kukiela.
Dowódca brygady przyjął następujące ugrupowanie bojowe:
- przyczółek obsadził I batalion 53 pułku piechoty,
- II batalion 53 pp ześrodkował się w Wołoczyskach i stanowił odwód wojsk działających na przyczółku,
- III batalion 53 pp stacjonował w Podwołoczyskach i stanowił odwód brygady; ubezpieczał zarazem przyczółek od północy.

Oddziały piechoty wspierała artyleria:
- 3 i 8 bateria 12 pułku artylerii polowej zajęły stanowiska na wschodnim skraju Podwołoczysk.

Północny odcinek obrony zajął, wspierany przez 7 i 9 baterię 12 pap, 51 pułk piechoty. Jego III batalion rozwinął się w rejonie Toki – Ożohowce i wspierany był przez 7/12 pap ze stanowisk ogniowych w obszarze Worobijówki. I batalion zajął stanowiska w Koszlakach, wysuwając jedną kompanię do Hnilic Wielkich, a wspierała 9/12 pap. II batalion stacjonował w Medyniu. Tu też swoje stanowisko dowodzenia rozwinął dowódca 51 pp, a przy nim znajdowała się kompania techniczna.
Kompanie saperów 2/XII i 2/XIX ześrodkowały się w Podwołoczyskach, a 2/XX oddana została do dyspozycji 51 pp i rozmieściła się w rejonie Toki – Ożohowce. Odwód brygady stanowił III Lwowski batalion etapowy, rozmieszczony w Skorykach. Stanowisko dowodzenia brygady rozwinęło się w Kamionkach.

## Działania wojsk
Pierwsze walki o przedmoście

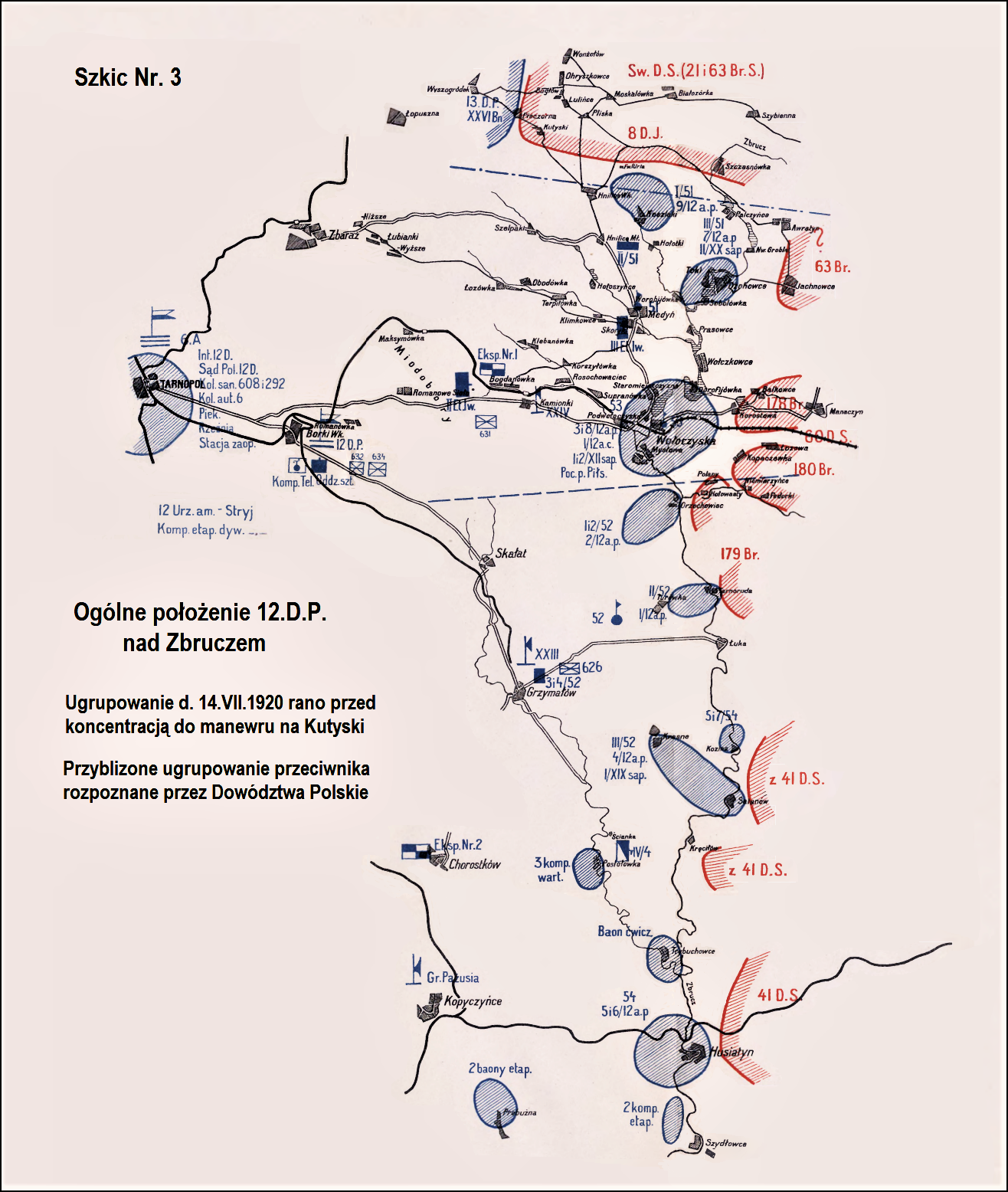
M. Kukiel, Bitwa pod Wołoczyskami Ogólne położenie 12 DP nad Zbruczem

Planując obronę w tym rejonie, dowódca dywizji zamierzał wykorzystać fortyfikacje ziemne i drutowe, wykonane jeszcze w roku 1919, ale stopień ich degradacji okazał się tak znaczny, że w zasadzie należało je wybudować od nowa. Pułki 12 Dywizji przystąpiły do rozbudowy inżynieryjnej rejonów obrony, ale już 11 lipca do przyczółka podeszły sowiecka 60 Dywizja Strzelców oraz 60 pułk kawalerii Bajłowa, wspierane przez trzy baterie artylerii lekkiej, jedną baterię artylerii ciężkiej, pięć pociągów pancernych i dwa samochody pancerne.
Rano 12 lipca na przyczółek jako pierwsza uderzyła 178 Brygada Strzelców, przełamała opór I batalionu 53 pułku piechoty i zajęła Frydrychówkę. Kompanie batalionu pośpiesznie zaczęły wycofywać się w kierunku Wołoczysk. W ślad za nimi ruszyły 3 i 8 bateria 12 pap i wycofały się przez most na Zbruczu do Podwołoczysk. To wszystko stało się sygnałem do spontanicznej ucieczki taborów, które zatarasowały most i spowodowały wybuch paniki.
Sytuacja wymagała połączonych działań dowódców elementów ugrupowania obronnego. Dowódca 53 pp ppłk Aleksander Zörner wprowadził do walki swój II batalion; w miejsce walk przybyła też grupa kpt. Wilhelma Todta, a mjr Otton Axmann zawrócił baterie 12 pułku artylerii polowej z Podwołoczysk na przyczółek. Kontratak polski wsparła 1 bateria 12 pułku artylerii ciężkiej por. Strutyńskiego ze stanowisk ogniowych na dworcu w Podwołoczyskach. Energicznie przeprowadzony kontratak uzyskał powodzenie. Odzyskano Frydrychówkę, a następnie utracone rano pozycje obronne. 13 lipca o świcie stanowiska obronne we Frydrychówce zaatakował sowiecki 553 pułk strzelców. Spotkał się on z odporem ze strony II batalionu 53 pułku piechoty, a wprowadzony do walki i szarżujący 60 pułk kawalerii zatrzymany został skoncentrowanym ogniem artylerii polskiej, tracąc przy tym 123 żołnierzy.
Działania na korzyść 13 Dywizji Piechoty

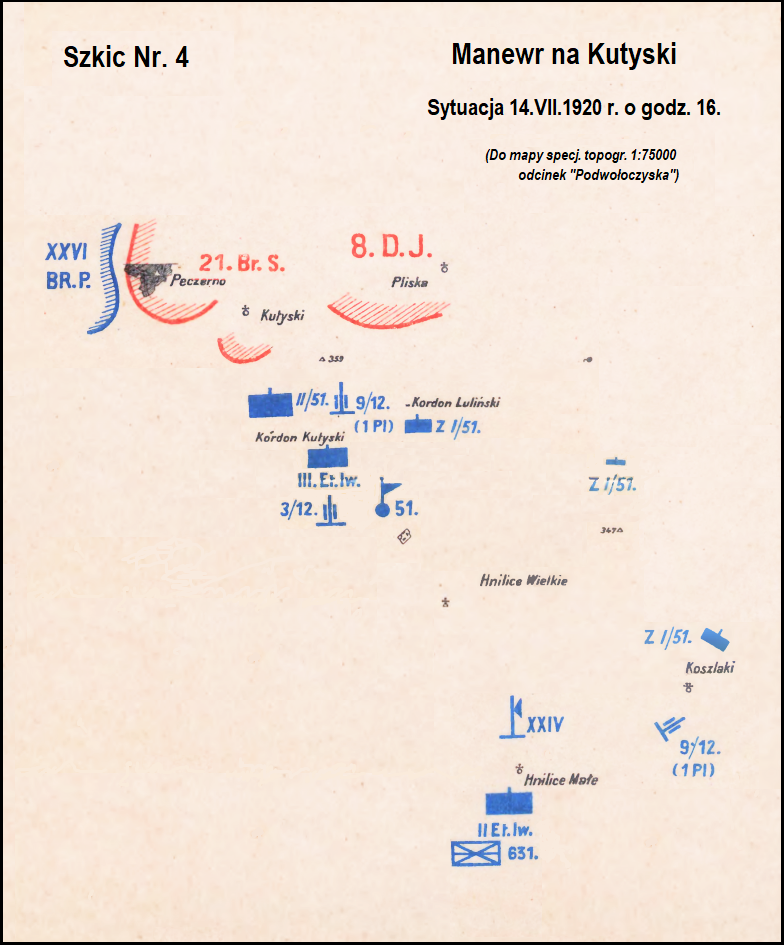
M. Kukiel, Bitwa pod Wołoczyskami. Manewr na Kutyski (14 VII 1920)

W tym czasie na północ od 12 Dywizji Piechoty ze zmiennym szczęściem walczyła 13 Dywizja Piechoty płk. Franciszka Paulika. Wobec groźby oskrzydlenia, dowódca 6 Armii gen. Wacław Iwaszkiewicz nakazał gen. Marianowi Januszajtisowi-Żegocie zorganizować grupę wypadową i 14 lipca uderzyć w kierunku północnym. W skład zorganizowanej pod dowództwem ppłk. Romana Witorzeńca grupy weszły: I i II batalion 51 pułku piechoty kpt. Wojciecha Tyczyńskiego, III Lwowski batalion etapowy oraz 9 i 3 bateria 12 pułku artylerii polowej.
Około 13:00 Grupa wyruszyła z Hnilic w kierunku na Lulińce i Kutyski, czyli w rejon, gdzie ciężkie walki z oddziałami 8 Dywizji Kawalerii i „Swodnej” Dywizji Strzelców toczył polski 50 pułk piechoty Strzelców Kresowych z 13 Dywizji Piechoty. Część I/51 pp kpt. Szostakowskiego ubezpieczała z kierunku na północ i wschód od wsi Koszlaki. Kiedy grupa dotarła w pobliże Kutysk, 50 pułk piechoty przechodził właśnie do kontrataku, z zadaniem odbicia wcześniej utraconej Pieczornej. Wspierając kontratak 13 Dywizji Piechoty, II batalion 51 pułku piechoty uderzył na Kutyski i zdobył je. Część III Lwowskiego batalionu etapowego wsparła bezpośrednio 50 pp w jego ataku na Pieczorną, a na prawo przez Pliski maszerował III/51 pułku piechoty kpt. Skowronka i wychodził na tyły oddziałów sowieckich.
Koncentryczny atak Grupy i 50 pp okazał się na tyle skuteczny, że przeciwnik rozpoczął odwrót przez Moskalówkę w kierunku wschodnim, a przez Bugłów i Wanżułów ku północy. W bitwie nowatorsko działała 9 bateria 12 pułku artylerii polowej por. Adama Sawczyńskiego. Wyprzedziła ona maszerujące pododdziały piechoty i ogniem na wprost zadała ciężkie straty zwartym kolumnom czerwonoarmistów. Jej działanie ubezpieczała 3 kompania 51 pp. Energiczne działania grupy wypadowej przerwał ulewny deszcz, ale polska piechota zdobyła jeszcze Lulińce. Warunki pogodowe i zapadające ciemności umożliwiły czerwonoarmistom oderwanie się od wojsk polskich i powrót na pozycje wyjściowe. Oddziały sowieckie atakujące prawe skrzydło 13 Dywizji Piechoty zostały odrzucone, ale nie zniszczone. Wieczorem Grupa ppłk. Witorzeńca otrzymała rozkaz powrotu na poprzednie pozycje.
Kolejne walki i przerwa w działaniach
15 lipca Sowieci po raz kolejny uderzyli na przyczółek. Ich oddziały nacierały po obu stronach linii kolejowej i drogi z Płoskirowa. Wsparcie ogniowe zapewniały im trzy pociągi pancerne. Skuteczną walkę z pociągami podjęła 1 bateria 12 pułku artylerii ciężkiej i polski pociąg pancerny „Piłsudczyk”. Ten ostatni trafił w wagon amunicyjny pociągu „Krasnoarmiejec" i spowodował wybuch amunicji. Pod koniec dnia obie walczące strony zachowały swoje pozycje.
W kolejnych dniach sowieckie dywizje nie atakowały. Na zapleczu uzupełniano straty, wcielając do jednostek żołnierzy rekrutujących się ze zdobytych terenów Ukrainy. W tych też dniach pozycje polskie wizytował dowódca 12 DP gen. Januszajtis. Stwierdził on, że w podległych mu oddziałach panuje wysokie morale, czego namacalnym dowodem była samorzutnie wybrana delegacja, która zameldowała swojemu dowódcy gotowość obrony Zbrucza „do ostatniej kropli krwi". Na prośbę tejże delegacji tekst meldunku przekazano telegraficznie do Warszawy.
Wznowienie walk o przyczółek

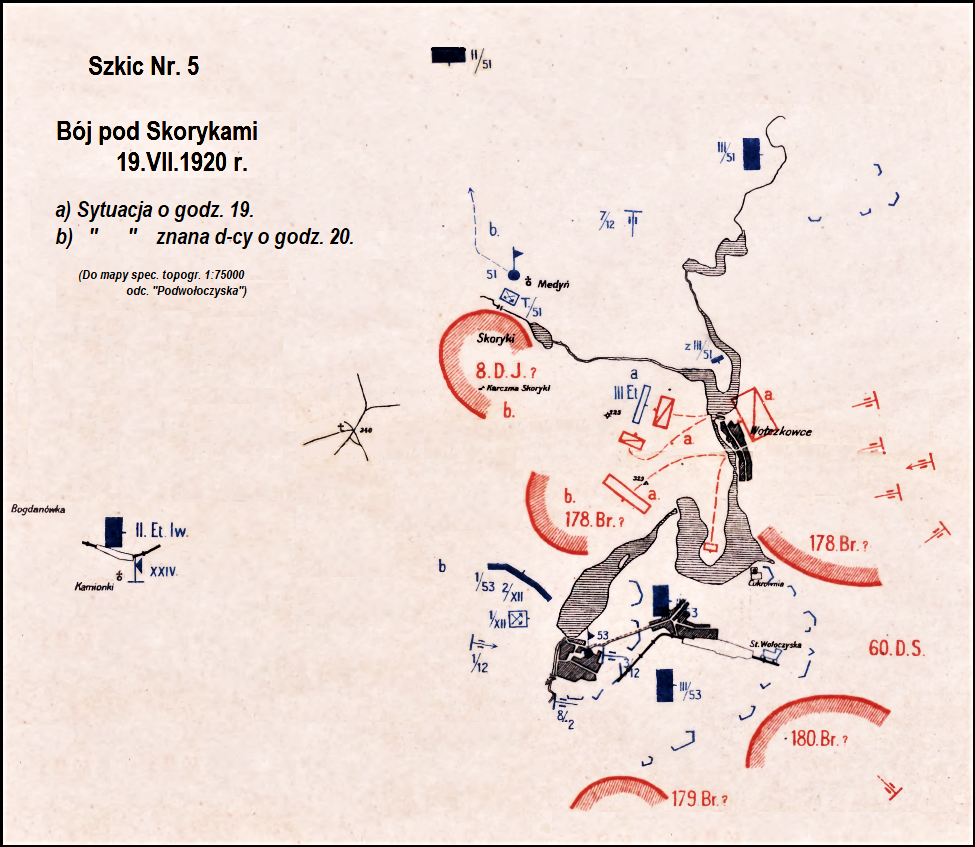
M. Kukiel, Bitwa pod Wołoczyskami. Bój pod Skorykami (19 VII 1920)

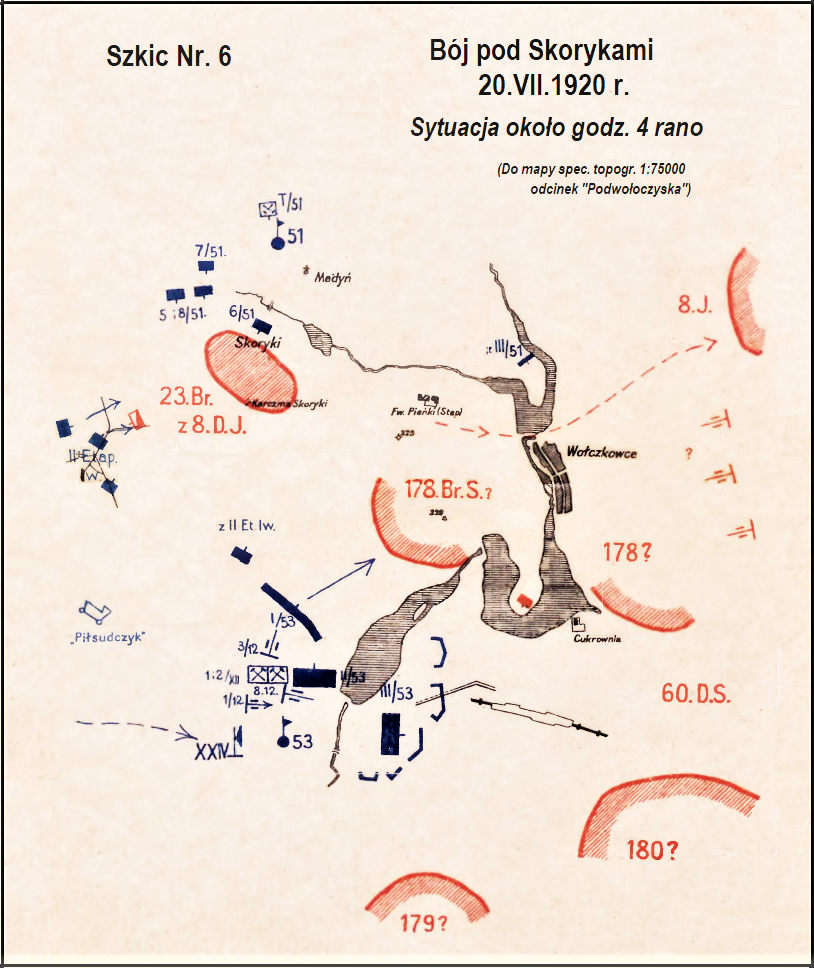
M. Kukiel, Bitwa pod Wołoczyskami. Bój pod Skorykami (20 VII 1920)

18 lipca wznowiono działania bojowe. 178, 180 Brygada Strzelców i 60 pułk kawalerii, wspierane przez trzy baterie artylerii i cztery pociągi pancerne, uderzyły na prawe skrzydło polskiego przyczółka. Sowiecka piechota parokrotnie docierała do polskich okopów i parokrotnie była odrzucana kontratakami na bagnety, ale około 19:00 nieprzyjaciel przełamał obronę I/53 pułku piechoty i siłami 60 pułku kawalerii przeszedł do pościgu. Kozacy dotarli do wschodniego skraju Wołoczysk. Tu swój kunszt po raz kolejny pokazali polscy artylerzyści. 3 i 8 bateria 12 pułku artylerii polowej ogniem na wprost zatrzymały sowieckich strzelców i rozproszyły 60 pułk kawalerii. Dowódca pułku, ppłk Zörner, zorganizował kontratak i przy wsparciu broni maszynowej 52 pułku piechoty uderzył ze wzgórz nad Zbruczem swoim II batalionem. W ciągu godziny wyparto nieprzyjaciela z przyczółka i odzyskano okopy pierwszej linii.
19 lipca dowódca 60 Dywizji Strzelców komdiw. Iwanow ściągnął spod Tarnorudy pod Wołoczyska swoją 179 Brygadę Strzelców i już całością sił dywizji uderzył na broniony przez dwa polskie bataliony przyczółek „Wołoczyska”. Pozycje polskie zostały ostrzelane z dominujących nad wsią Wołoczkowce wzgórz, a nieprzyjacielska piechota wyparła polskie czaty i rozpoczęła forsowanie Zbrucza. Trwała walka ogniowa. Od północy forsujących raziła 7 bateria 12 pap, a 3/12 pap od południa. Zmasowany ogień rozpoczęły też kompanie karabinów maszynowych z Prosowiec i Frydrychówki. Jednak Sowieci nadal prowadzili natarcie i posuwali się w kierunku na Staromiejszczyznę, na tyły przedmościa, i zajęli Dorofijówkę. W krwawych walkach toczonych do wieczora Sowieci nie odnieśli sukcesów, ale na styku 53 i 51 pułku piechoty dwie brygady z 8 Dywizji Kawalerii sforsowały Zbrucz i opanowały jary na zachodnim brzegu rzeki. Dowódca XXIV Brygady Piechoty płk Marian Kukiel wzmocnił zagrożony odcinek swoim ostatnim odwodem. W ciężkim boju III Lwowski batalion etapowy i walczące jak piechota dwie kompanie saperów zaczęły spychać przeciwnika ku rzece. Jednak ukryta w jarach sowiecka kawaleria wyprowadziła szarżę na batalion lwowski, rozbiła go, zajęła Medyń i wyszła na tyły obsady przyczółka.
W odpowiedzi, ppłk Witorzeniec, w porozumieniu z dowódcą XIV BP, zorganizował kontratak siłami II/51 pp, wycofanego z przyczółka batalionu 53 pp i II Lwowskiego batalionu etapowego. Tak sformowana grupa, pod osobistym dowództwem ppłk. Witorzeńca, uderzyła o świcie 20 lipca na włamującego się przeciwnika. II batalion kpt. Tyczyńskiego uderzył z zaskoczenia na zgrupowane w okolicach Skoryków oddziały 23 Brygady Jazdy. Jedna kompania uderzyła od Medynia na Skoryki, wiążąc przeciwnika od czoła, a dwie rozwinęły natarcie skrzydłowe od Basówki i Chatek ku wschodowi. Celny ogień prowadzony z broni strzeleckiej i armatki 37 mm nie pozwolił Kozakom na rozwinięcie szarży, a posuwająca się skokami, od jednej pozycji ogniowej do drugiej, polska piechota była nad wyraz skuteczna. Na odgłos ognia od strony Skoryków także II Lwowski batalion etapowy por. Adamskiego przeszedł do natarcia. Współdziałające bataliony wyparły przeciwnika poza linię Staromiejszczyzna – folwark Pieńki.
W tym czasie Sowieci wznowili natarcie na przedmoście, zajmując opuszczone przez Polaków pozycje. Do walki na zachód od Wołczkowiec weszły też oddziały 60 Dywizji Strzelców i zajęły obronę na dominujących wzgórzach. Około 10:00 II/51 pułku piechoty rozpoczął natarcie w kierunku na folwark Pieńki, odzyskał Medyń i z miejsca odparł kilka szarż kawalerii. Do wieczora wyparto przeciwnika za Zbrucz. Sytuacja jednostek polskich była jednak nadal tragiczna. III Lwowski batalion etapowy praktycznie przestał istnieć; II batalion etapowy zużył całą amunicję do posiadanej austriackiej broni, zatem jego wartość bojowa spadła niemal do zera.
Kolejne natarcie na Wołoczyska

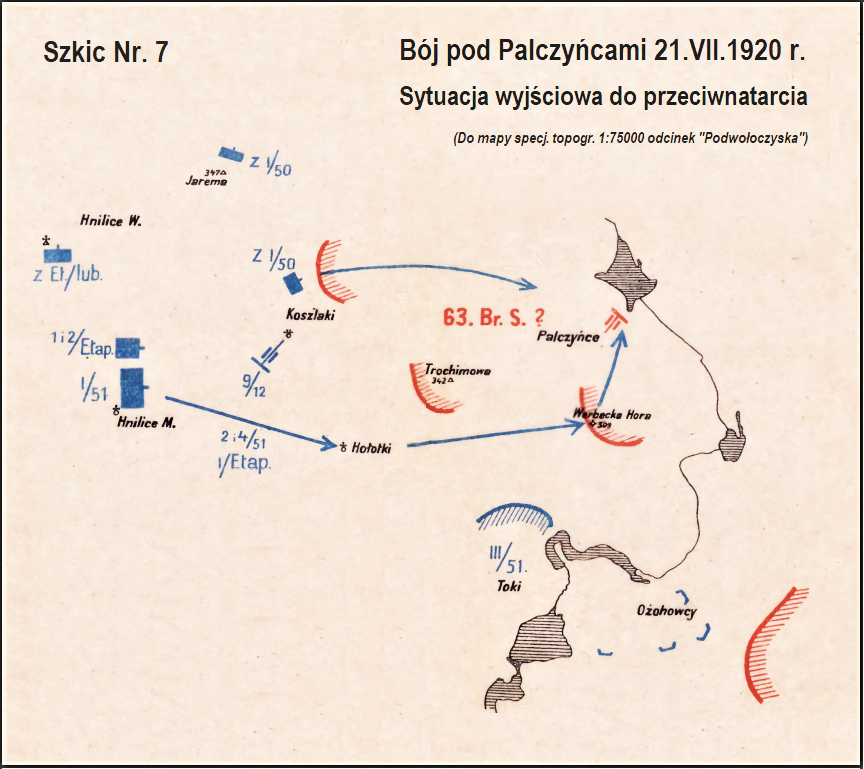
M. Kukiel, Bitwa pod Wołoczyskami. Bój pod Palczyńcami (21 VII 1920)

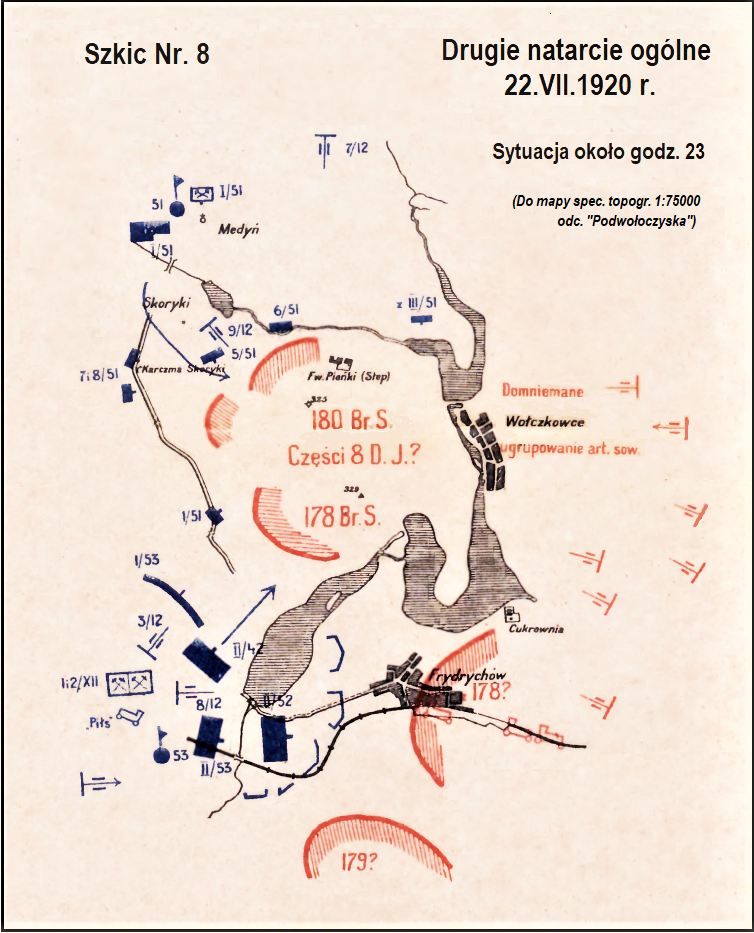
M. Kukiel, Bitwa pod Wołoczyskami. Drugie natarcie ogólne (22 VII 1920)

21 lipca od rana przyczółek ostrzeliwało siedem baterii sowieckich i cztery pociągi pancerne. Te ostatnie podjeżdżały tuż do stanowisk polskich i ogniem na wprost raziły polską piechotę. Dopiero skoncentrowany ogień trzech polskich baterii oraz polskiego pociągu „Piłsudczyk” zmusił je do odwrotu. Między nawałami ogniowymi uderzała sowiecka piechota.
Około 13:00 od strony Jachnowca na Ożohowce do natarcia przeszła 63 Brygada „Swodnej” Dywizji Strzelców. Jednocześnie inne sowieckie oddziały zaatakowały od Palczyniec na Koszlaki, zepchnęły czaty wystawione przez I/50 pp i Lubelski be i zaczęły obchodzić Toki od zachodu. III batalion 51 pułku piechoty odparł natarcie od wschodu i przygotowywał się do obrony przeciw obchodzącemu przeciwnikowi. By nie dopuścić do oskrzydlenia, dowódca 51 pułku piechoty wyprowadził kontratak siłami I/51 pp kpt. Szostakowskiego z kierunków Hnilice Małe i Koszlak. W kontrataku udział wzięły też pododdziały Lubelskiego be, a wspierała półbateria 9/12 pap. W zaciętej walce spychano nieprzyjaciela w kierunku na Palczyńce. Po południu 63 Brygada Strzelców wycofała się z miejscowości.
22 lipca rozpoczęto luzowanie wykrwawionego 53 pułku piechoty. Na stanowiska obronne wchodził 52 pułk piechoty Strzelców Kresowych ppłk. Konstantego Oświecimskiego. Jako pierwsza miała być zluzowana załoga przedmościa. W tym celu stanął w Podwołoczyskach II/52 pułku piechoty por. Piotra Kaczały i II/42 pułku piechoty. Ten ostatni miał zmienić II/51 pp na pozycjach od strony Wołczkowiec. Komendantem obrony węzła pozostawał ppłk Zörner.
Jednak przeciwnik nie czekał i około 8:00 jego artyleria rozpoczęła nawałę ogniową na polskie stanowiska, a 180 Brygada Strzelców rozpoczęła forsowanie Zbrucza pod Wołczkowcami. Broniący stanowisk na zachodnim brzegu rzeki II batalion 51 pułku piechoty poniósł duże straty, a gęste tyraliery czerwonoarmistów szerokim frontem wdarły się w głąb obrony. Kontratakowała 5 kompania 51 pp por. Wojciecha Wójcika, a dwa działa 9/12 pap, ustawione w pierwszej linii piechoty, ostrzeliwały Sowietów ogniem na wprost. Walczono na bagnety i granaty, ale zatrzymano przeciwnika pod Chatami Mielnickiemi. W tym czasie, wystawiający czaty na wzgórzach, I/53 pp został zepchnięty na Staromiejszczyznę, a kontratakująca w kierunku na Skoryki 2/51 pp została zatrzymana i odepchnięta na południe. W lukę między Staromiejszczyznę a folwarkiem Pieńki weszła sowiecka piechota, a za nią kawaleria. Wykorzystując lokalny sukces i zdecydowaną postawę 5 kompanii, dowódca brygady zorganizował i wyprowadził kontratak siłami I i II batalionu 52 pp, I/53 pp oraz przybyłego właśnie do Podwołoczysk II/42 pułku piechoty. Walki trwały całą noc, a w jej wyniku jeszcze raz odrzucono Sowietów za Zbrucz.
Decydujące uderzenie sowieckie z północy

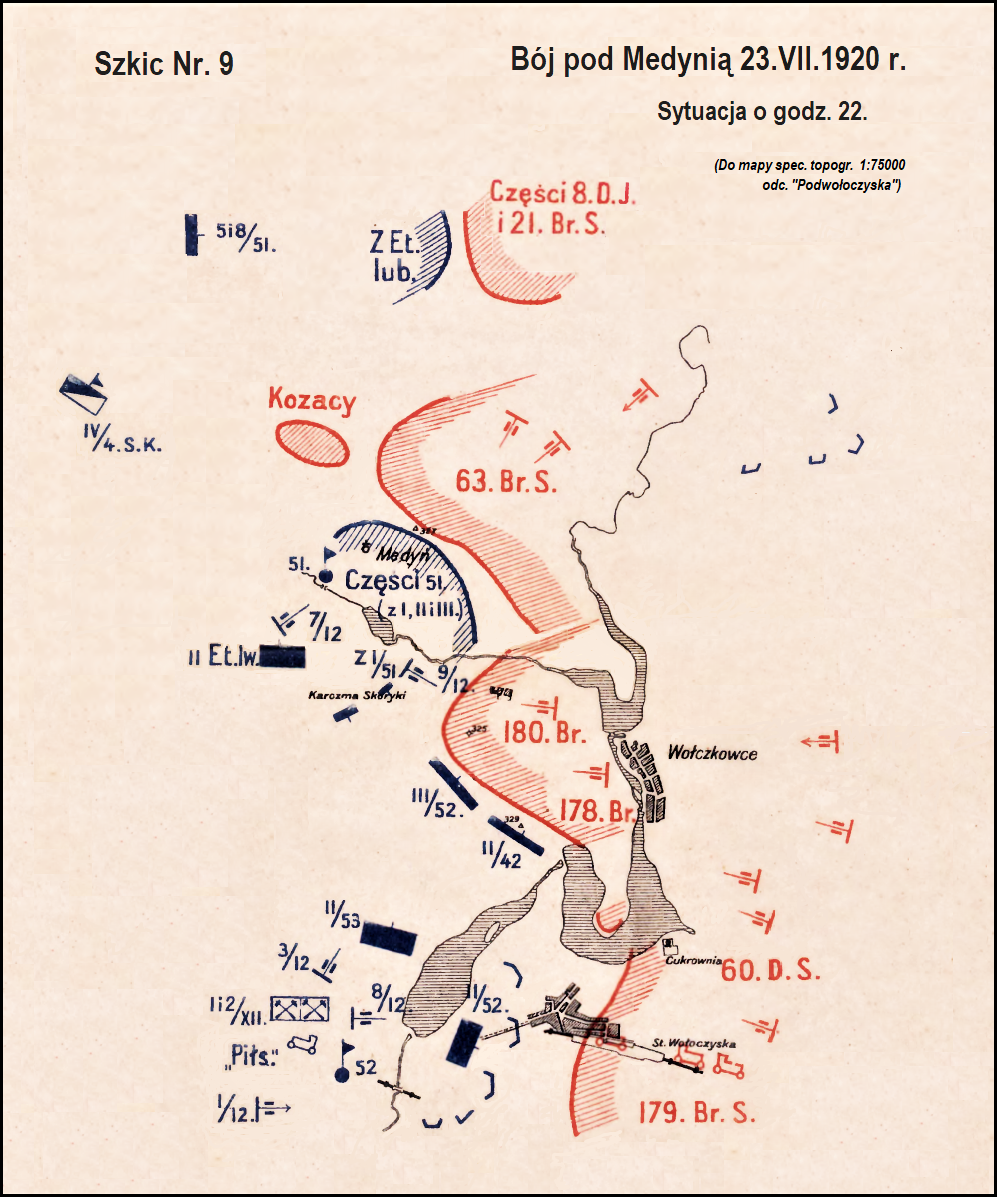
M. Kukiel, Bitwa pod Wołoczyskami. Bój o Medyń (23 VII 1920)

Następnego dnia w rejonie Wołoczysk dowódca 14 Armii komarm. Michaił Mołkoczanow skoncentrował trzy swoje dywizje. Strzelców i kawalerzystów miało wspierać dziesięć baterii artylerii i pięć pociągów pancernych. W sumie zgrupowanie to liczyło około dziewięć tysięcy żołnierzy. W południe rozpoczęło się sowieckie natarcie. Przeciwnik ponownie sforsował Zbrucz pod Wołczkowcem, a zdziesiątkowane i nieuzupełnione od dawna I/51 pp i III/52 pp nie były w stanie mu się oprzeć. Nocą z 23 na 24 lipca Sowieci przeprawili na zachodni brzeg rzeki kolejne oddziały. Walczący na północ od Wołczkowca III/51 pp stracił 40% stanu osobowego. Wsparty kompanią techniczną pułku i 7 baterią 12 pap, nie zdołał jednak powstrzymać nieprzyjaciela pod Worobijówką i cofał się dalej. W zasadzie całe lewe skrzydło XXIV Brygady Piechoty zostało odrzucone znad Zbrucza.
W związku z zaistniała sytuacją, Polacy rozpoczęli przygotowania do nowego przeciwnatarcia. W Medyniu skoncentrowano sześć kompanii 51 pułku piechoty, II Lwowski batalion etapowy oraz 8 i 9 baterię 12 pułku artylerii polowej. Zgrupowanie to miało uderzyć w kierunku na Worobijówkę. Od strony folwarku Pieńki akcję miał wspierać I batalion 51 pp. Przy planowaniu walki zawiodło jednak rozpoznanie. Dowództwu polskiemu nie był znany fakt, że Zbrucz sforsowały także oddziały „Swodnej” Dywizji. Sowieci wyprzedzili polskie natarcie i 24 lipca o świcie na Staromiejszczyznę ruszyła 178 Brygada Strzelców, a 180 BS uderzyła na Pieńki. I/51 pp wycofał się z Pieniek, ale na jego obrzeżach zatrzymał czasowo natarcie 180 BS. Nie powiódł się jednak polski kontratak na Worobijówkę, a szwadrony sowieckiej 8 Dywizji Kawalerii utrzymały zdobyte tereny. Pod Staromiejszczyzną Sowieci uzyskali powodzenie i o 18:00 wyszli na tyły załogi przyczółka, która do tej pory skutecznie odpierała ataki 179 BS.
Dowództwo polskie posłało do walki ostatnie odwody. Nowo przybyła na front kompania marszowa 53 pp ppor. Szydły zaatakowała z dużym impetem, porywając za sobą cofające się II/42 pp, II/53 pp i III/52 pp. Polacy odzyskali Staromiejszczyznę. Sukcesu tego nie wykorzystał jednak dowodzący obroną przyczółka ppłk Konstanty Oświecimski. Duża presja zmiennej sytuacji i ogromne napięcie spowodowały, że działając bez porozumienia z przełożonymi, o 20:00 wydał rozkaz ewakuacji załogi. Wobec sforsowania Zbrucza przez duże siły sowieckie i utraty Medynia, zrezygnowano z próby odzyskania przyczółka, a o 21:00 lewe skrzydło 12 Dywizji Piechoty rozpoczęło odwrót w kierunku Zbaraża.

## Bilans walk
Trwająca dwa tygodnie bitwa pod Wołoczyskami zakończyła się porażką 12 Dywizji Piechoty. Utrata przyczółka uniemożliwiła jej utrzymanie frontu na Zbruczu i zmusiła do wycofania nad Seret oddziałów 6 Armii. Straty polskie to ponad tysiąc żołnierzy, a straty sowieckie wyniosły prawdopodobnie około trzech tysięcy żołnierzy.